# Katai
Katai é uma vila no distrito de Thane, no estado indiano de Maharashtra.

## Demografia
Segundo o censo de 2001, Katai tinha uma população de 11 250 habitantes. Os indivíduos do sexo masculino constituem 74% da população e os do sexo feminino 26%. Katai tem uma taxa de literacia de 67%, superior à média nacional de 59,5%: a literacia no sexo masculino é de 74% e no sexo feminino é de 45%. Em Katai, 11% da população está abaixo dos seis anos de idade.